# Tetraponera angustata
Tetraponera angustata é uma espécie de formiga do gênero Tetraponera, pertencente à subfamília Pseudomyrmecinae.